# Haslev Gymnasium
Midtsjællands Gymnasium afd. Haslev er et gymnasium og HF-kursus placeret på Skolegade i Haslev. Det er tidligere kendt som Haslev Gymnasium & HF. Gymnasiet er det eneste gymnasium i Faxe Kommune. Haslev Gymnasium var oprindeligt et indremissionsk gymnasium. Midtsjællands Gymnasium har også en afdeling i Ringsted, der udbyder en STX-uddannelse.

## Historie
- 1914: Den indre-missionske højskolemand Peder Celius Davidsen grundlagde gymnasiet med kostafdeling.
- 1964: I anledning af gymnasiets 50-års jubilæum blev der lavet en lille film om livet på Haslev Gymnasium, som indgår i materialet Danskernes egen historie: Danskerne på skolebænken.[1]
- 1974: Gymnasiet afskaffede sin kostafdeling.
- 2009: Gymnasiet etablerede en afdeling (campus) i Ringsted. Ringsted Gymnasium og Haslev Gymnasium har en samlet ledelse og har fået fællesbetegnelsen Midtsjællands Gymnasium (MSG).

### Midtsjællands Gymnasium (MSG)
MSG Haslev er den nye betegnelse for Haslev Gymnasium. Mens MSG Ringsted betegner Ringsted Gymnasium.
MSG har lagt videoer om matematik og andet på YouTube.

## Ekstern henvisning
- msg-gym.dk
- Haslev Gymnasium & HF's hjemmeside Arkiveret 10. oktober 2007 hos  Wayback Machine

|  | Denne artikel om lokaliteten Haslev Gymnasium kan blive bedre, hvis der indsættes et (bedre) billede. Du kan hjælpe ved at afsøge Wikimedia Commons for et passende billede eller lægge et op på Wikimedia Commons med en af de tilladte licenser og indsætte det i artiklen. |